# Nàuplia
Nàuplia (grec: Ναύπλιο, Nàfplio; en grec antic: Ναύπλια, Nàuplia; en grec medieval Ἀνάπλιον; en turc Anabolu; en italià, antigament Napoli di Romania) és una ciutat de Grècia, capital del nomós de l'Argòlida, amb 16.113 habitants segons el cens del 2001. És situada al golf de Nàuplia i és un port important.
El seu nom derivaria de Naupli –el fill de Posidó– i Amimone –pare de Palamedes–. Per la seva ubicació sembla que fou un establiment d'origen estranger i la tradició diu que fou una colònia egípcia.
Era una ciutat independent i formava part de la confederació de l'Argòlida, que tenia les seves reunions anyals a l'illa de Calaurea. Més o menys al temps de la segona guerra messènica va ser conquerida per Argos que va ocupar el seu lloc a la confederació; des de llavors Nàuplia fou simplement el port d'Argos. Els ciutadans expulsats es van refugiar a territori espartà, on van rebre la ciutat de Metone (Messènia). Quan el 371 aC l'estat de Messènia fou restablert, els nauplians van poder conservar Metone.
En temps de Pausànies la ciutat era en ruïnes; Pausànies esmenta el temple de Posidó, alguns fortins i una font anomenada Cànatos, a la qual es banyava Hera un cop a l'any i renovava gràcies a aquest bany la seva virginitat.
Va romandre en mans dels romans i romans d'Orient fins al 1205. A la segona meitat del segle x s'assenyalen ràtzies de l'emir de Creta; el 1032 la flota romana d'Orient va derrotar una flota de musulmans d'Ifríqiya a la mar Adriàtica. El 1205 fou establerta la senyoria d'Argos i Nàuplia dins del principat d'Acaia. El príncep Jofre I la va cedir el 1212 a Ot de la Roche, senyor d'Atenes. El 1308 va passar a la casa de Brienne, que van perdre Atenes el 1311, però van conservar Argos i Nàuplia. El 1356 va passar als Enghieu i el 1388 fou venuda a Venècia. Es van fer tractats amb Menteshe el 1403 i 1407 i amb els otomans el 1419 i 1479. Va ser atacada quatre vegades pels otomans: el 1396/1397 i el 1426/1427 per Yakub Bey, el 1463 per Mahmud Pasha que la va ocupar breument, i després entre 1500 i 1592 quan fou defensada per la població grega, els italians i els stradioti albanesos, però el tractat de 1503 la va reconèixer a Venècia. El port de la vila baixa fou fortificat.
El 1537 el sandjakbegi de Morea, Kasim Pasha, va iniciar el setge que havia durat tres anys i va acabar amb la rendició el 21 de novembre de 1540 del proveditore Contarini. Va seguir poc després Monembasia. La dominació otomana fou suau i els drets dels habitants foren respectats així com els privilegis del clero. El 1574 Morea fou dividida en dos sandjaks, Balyabadra (Patres) i Mezistre (Mistràs) i Nàuplia va deixar de ser capital com havia estat des de 1540 a 1574. La població va arribar a 40.000 habitants incloent els jueus (una petita minoria). Evliya Çelebi la va visitar el 1668 i diu que hi vivien 200 famílies musulmanes.

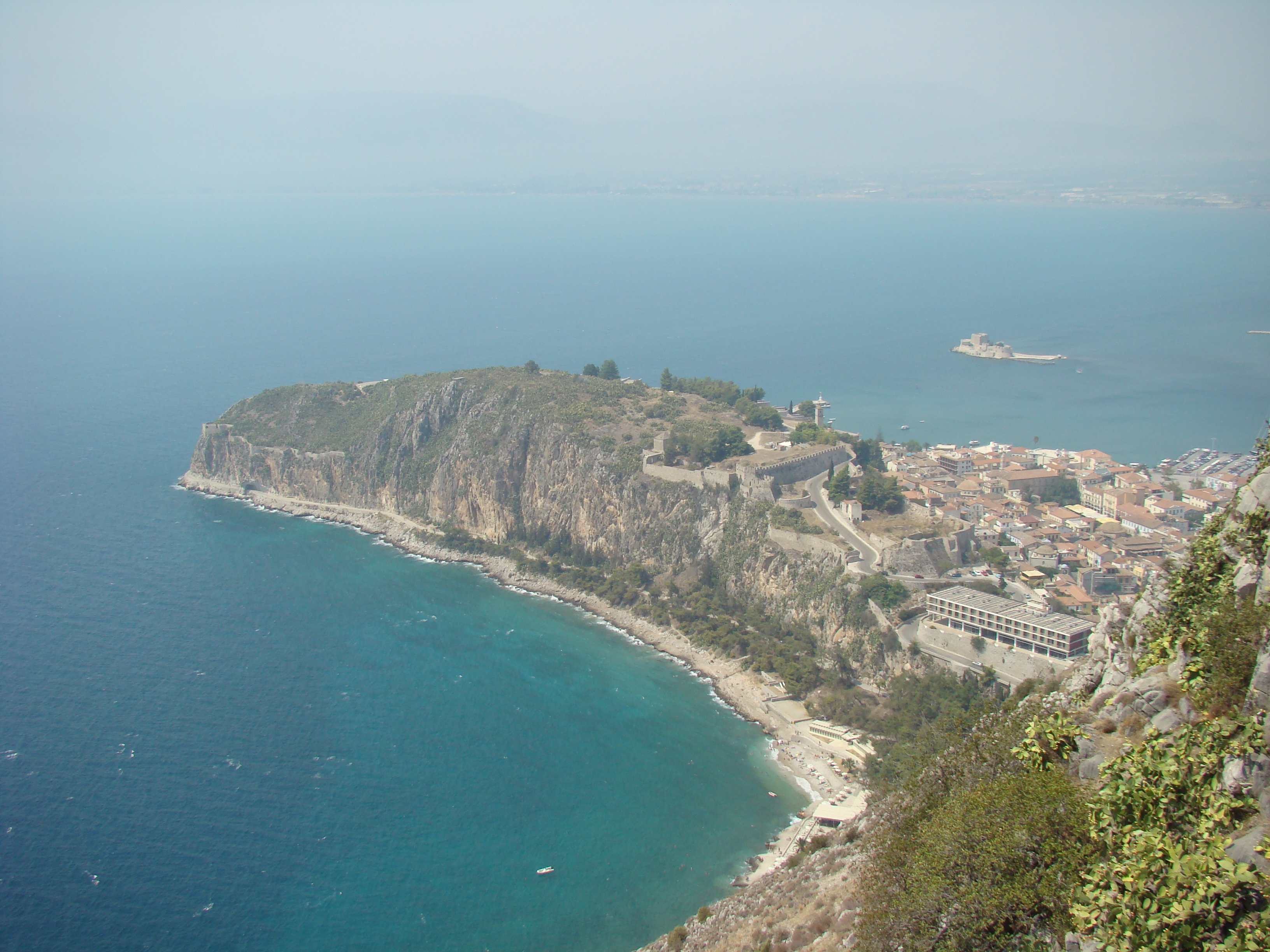
Nàuplia

Venècia la va bombardejar el 1685 en la seva campanya a Morea, sota la direcció de Morosini, i el governador Mustafà Paixà va haver de capitular el 20/21 d'agost de 1686. Després de governar cinc proveditori (1686-1692) Morosini va ocupar el càrrec. La seva mort sobtada el desembre de 1694 va ser gairebé el senyal per l'inici de conflictes amb els otomans arranjats temporalment pel tractat de Carlowitz el 1699 que permetia a Venècia fortificar la ciutat. El 1714 els turcs la van assetjar per terra i mar sota direcció del visir Ali Pasha i el serasker Dawud Pasha. i la flota (50 vaixells) manada per Djanim Khodja; el proveditore Delphino va resistir amb només 1747 homes; el castellà de Palamedi, De la Salle, va trair al seu cap i va rendir la fortalesa, cosa que li va costar la vida a mans dels naupliotes furiosos. Nàuplia va haver de capitular el 9 de juliol de 1715 i els turcs van fer una matança i van saquejar la ciutat. El mateix 1715 el tractat de pau de Passarowitz la va concedir a l'Imperi Otomà.
Aquesta vegada els otomans no van concedir privilegis. Els aghas van fer diverses confiscacions i persecucions especialment a l'Església. L'activitat econòmica local va disminuir. El sultà Ahmet III va visitar la vila on es van construir diversos edificis musulmans com la mesquita del Vouleuterion, dos menteshes i diversos banys i fonts. Fins al 1770 fou capital del wilayat de Morea però en aquest any el paixà es va traslladar a Tripolitza com a represàlia pel suport de la ciutat a la revolta d'aquell any; els albanesos locals foren exterminats pel Kapudan Pasha Hasan que el 1779 els va expulsar de Palamedi. En endavant (fins a 1822) la ciutat fou anomenada Arvanítia (Arvanitiā). La població ja havia baixat i encara va baixar més a causa de la pesta del 1790. El 1799 tenia 7.000 habitants i el 1816 eren 11.780.

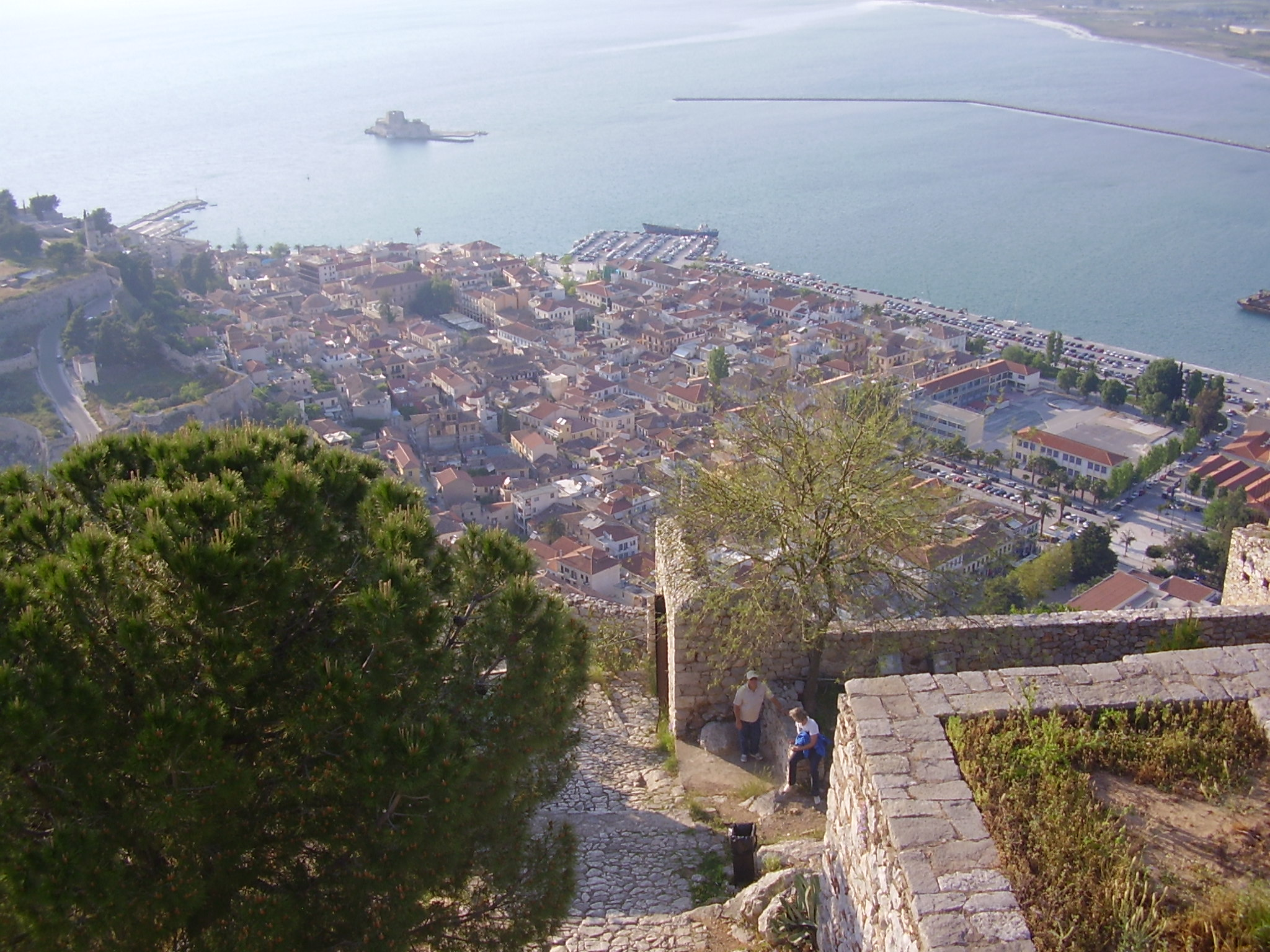
La ciutat vella de Nàuplia vista de la fortalesa de Palamedi estant, erigida pels venecians l'any 1687

De bon començament, en la Guerra d'independència de Grècia, els grecs, amb el suport del clergat, van assetjar la ciutat entre abril de 1821 i final de 1822. L'heroïna Bobolina la va assetjar per mar a l'octubre de 1821 i per terra ho va fer Dimítrios Ipsilandis. Ali Pasha estava a punt de rendir-se (maig de 1822) quan van arribar reforços aportat per Mahmud Pasha, però finalment es van rendir el 30 de novembre de 1822 al cap grec Theódoros Kolokotronis i els turcs la van evacuar. Va seguir la caiguda de Palamedi a mans de Staikopoulos. El 8 de gener de 1823 fou declarada capital i des del 30 d'abril de 1823 fou residència del Congrés i el govern de Grècia, fins al 18 de setembre de 1834.
El 1971, durant una excavació arqueològica es van trobar en una tomba micènica nombrosos instruments mèdics, datats entre 1450 aC i 1400 aC.